# Džon Maksvel Kuci
Džon Maksvel Kuci (engl. John Maxwell Coetzee; Kejptaun, 9. februar 1940), poznatiji kao Dž. M. Kuci, južnoafrički je književnik. On je jedan od najpriznatijih i najodlikovanijih autora na engleskom jeziku. Osvojio je Bukerovu nagradu (dva puta), CNA nagradu (tri puta), Jerusalimsku nagradu, Prix Femina étranger i Međunarodnu nagradu za beletristiku časopisa Irski tajms, a poseduje i niz drugih nagrada i počasnih doktorata.
U Kejptaunu je završio studije matematike i književnosti. Doktorat iz lingvistike odbranio je u SAD. Predavao je od 1972. godine u svom rodnom gradu kao profesor književnosti. Od 1996. godine član je Komiteta za Društvenu misao Univerziteta u Čikagu.
Romansijersku karijeru počeo je 1974. godine, a međunarodnu slavu stekao je 1980. godine, zahvaljujući romanu Iščekivanje varvara.
Dobitnik je mnogih priznanja. Godine 1983. i 1999. dobio je Bukerovu nagradu, a 1987. godine Jerusalimsku nagradu. Nobelovu nagradu za književnost dobio je 2003. godine. Osim toga, dobitnik je brojnih drugih književnih priznanja u Južnoj Africi, Velikoj Britaniji, Francuskoj i SAD.
Danas živi i radi kao profesor Univerziteta u Adelaidu, u Australiji. Kuci se preselio u Australiju 2002 i postao australijski državljanin 2006. godine. On živi u Adelejdu.

## Život i karijera

### Rani život (dečaštvo)
Kuci je rođen u Kejptaunu, provincija Kejp, Južnoafrička Unija, 9. februara 1940. godine u porodici Afrikanera. Njegov otac, Zakarajas Kuci (1912–1988), bio je povremeno advokat i državni službenik, a njegova majka Vera Kuci (rođena Vehmejer; 1904–1986), školska nastavnica. Porodica je kod kuće uglavnom govorila engleski, ali je Džon govorio afrikans sa drugim rođacima. On vodi poreklo od holandskih imigranata iz 17. veka u Južnu Afriku po očevoj strani, i od holandskih, nemačkih i poljskih imigranata preko njegove majke.
Kuci je većinu svog ranog života proveo u Kejptaunu i u Vusteru, gradu u provinciji Kejp (današnji Zapadni Kejp), kako je opisano u njegovim fikcionalizovanim memoarima, Dečaštvo (1997). Njegova porodica se preselila u Vuster kada je imao osam godina, nakon što je njegov otac izgubio posao u vladi. Pohađao je St. Džozefov koledž, katoličku školu u kejptaunskom predgrađu Rondeboš, kasnije je studirao matematiku i engleski na Univerzitetu u Kejptaunu i 1960. godine stekao diplomu iz engleskog jezika sa odlikovanjem i diplomu umetnosti sa pohvalama u matematici 1961. godine.

### London (Mladost)
Kuci se preselio u Ujedinjeno Kraljevstvo 1962. godine i radio kao kompjuterski programer za IBM u Londonu i ICT (engl. International Computers and Tabulators) u Braknelu, ostajući do 1965. godine. Godine 1963. Univerzitet u Kejptaunu dodelio mu je diplomu magistra umetnosti za njegovu tezu „Dela Forda Medoksa Forda sa posebnim osvrtom na romane“ (1963). Kucijeva iskustva u Engleskoj kasnije su ispričana u delu Mladost (2002), njegovom drugom tomu fikcionalizovanih memoara.

### Akademiјa

#### Sjedinjene Države
Godine 1965, Kuci je otišao na Univerzitet Teksasa u Ostinu, u Sjedinjenim Državama, na Fulbrajtovom programu, gde je doktorirao 1969. Njegova doktorska disertacija je bila kompjuterski potpomognuta stilska analiza engleske proze Samjuela Beketa. Godine 1968, Kuci je počeo da predaje englesku književnost na Državnom univerzitetu Njujorka u Bafalu, gde je ostao do 1971. godine. U Bafalu je započeo svoj prvi roman, Dusklands.
Još od 1968. godine Kuci je tražio stalni boravak u SAD, proces koji je konačno bio neuspešan, delom zbog njegovog učešća u protestima protiv rata u Vijetnamu. U martu 1970. bio je jedan od 45 članova fakulteta koji su zauzeli univerzitetski Hajes Hol i bili uhapšeni zbog krivičnog dela. Optužbe protiv njih su odbačene 1971. godine.

#### Univerzitet u Kejptaunu
Godine 1972, Kuci se vratio u Južnu Afriku i bio je postavljen za predavača na Katedri za engleski jezik i književnost na Univerzitetu u Kejptaunu. Unapređen je u višeg predavača i vanrednog profesora pre nego što je postao profesor opšte književnosti 1984. godine. Kuci je 1994. postao profesor engleskog jezika u Ardernu, a 1999. imenovan je za istaknutog profesora na Fakultetu humanističkih nauka. Po odlasku u penziju 2002. godine dobio je status emeritusa. Bio je u Komitetu za društvenu misao na Univerzitetu u Čikagu do 2003. godine.

#### Adelejd
Nakon preseljenja u Adelejd, u Australiji, Kuci je postao počasni naučni saradnik na Odseku za engleski jezik Univerziteta u Adelejdu, gde je njegova partnerka, Doroti Drajver, bila kolega akademik. Prema podacima iz maja 2019. godine, Kuci je naveden kao profesor književnosti u okviru engleskog jezika i kreativnog pisanja u školi, a Driver kao gostujući istraživač.

## Važnija dela
- Sramota (1999)
- Čekajući varvare (1980)
- Gospodin Fo (1986)
- Doba gvožđa (1990)
- Majstor iz Petrograda (1994)
- Život i doba Michaela K. (1983)
- Životi životinja (1999)
- Zemlja sumraka (1974)
- Dečaštvo (1997)

## Literatura
- J. M. Coetzee at The New York Times - New York Times reviews of Coetzee's novels
- J. M. Coetzee: An Inventory of His Papers at the Harry Ransom Center (at the University of Texas at Austin)
- J. M. Coetzee's page as a member of the Australian Research Council project, 'Other Worlds: Forms of World Literature'
- J.M. Coetzee delivering his Nobel Lecture, "He and His Man", at the Swedish Academy, Stockholm (video). 7. 12. 2003.
- J. M. Coetzee at the Nobel Prize Internet Archive
- Coetzee, J.M. (26. 9. 2019). „Australia's shame”. The New York Review of Books. - Book review of No Friend But the Mountains by Behrouz Boochani (and other commentary relating to the Australian government's treatment of asylum seekers)
- J.M. Coetzee speaking at the Jaipur Literature Festival (video). 2011.
- J.M. Coetzee speaking at The University of Texas, Austin. 21. 5. 2010. Архивирано из оригинала (video) 6. 10. 2010. г.
- The Lives of Animals Архивирано на веб-сајту  (15. јул 2014), delivered for The Tanner Lectures on Human Values, Princeton, 1997
- "A Word from J. M. Coetzee", address read by Hugo Weaving at the opening of the exhibition "Voiceless: I Feel Therefore I Am" by Voiceless: The Animal Protection Institute, 22 February 2007, Sherman Galleries, Sydney, Australia
- Truth in Autobiography (Cape Town: University of Cape Town Press, 1984)
- White Writing: On the Culture of Letters in South Africa (New Haven, CT: Yale University Press, 1988)  0-300-03974-3
- Doubling the Point: Essays and Interviews, ed. David Attwell (Cambridge, MA: Harvard University Press, 1992)  0-674-21518-4
- Giving Offense: Essays on Censorship (Chicago, IL: University of Chicago Press, 1996)  0-226-11176-8
- The Novel in Africa (Berkeley: Doreen B. Townsend Center for the Humanities, 1999)
- Stranger Shores: Literary Essays, 1986–1999 (London: Secker & Warburg, 2001)  0-14-200137-6
- Inner Workings: Literary Essays, 2000–2005 (London: Harvill Secker, 2007)  0-09-950614-9
- Here and Now: Letters, 2008-2011 (New York, NY: Viking, 2013)  0-670-02666-2, a collection of letters exchanged with Paul Auster
- The Good Story: Exchanges on Truth, Fiction and Psychotherapy, with Arabella Kurtz (New York, NY: Viking, 2015)  978-0-525-42951-7
- Late Essays: 2006-2017 (London: Harvill Secker, 2017)  978-1-91121-543-1
- A Posthumous Confession by Marcellus Emants (Boston: Twayne, 1976 & London: Quartet, 1986). Translated and Introduced by J. M. Coetzee.  0-8057-8152-8
- The Expedition to the Baobab Tree by Wilma Stockenström (Johannesburg: Jonathan Ball, 1983 & London: Faber, 1984). Translated by J. M. Coetzee.  0-571-13112-3
- Landscape with Rowers: Poetry from the Netherlands  (Princeton, NJ: Princeton University Press, 2004). Translated and Introduced by J. M. Coetzee  0-691-12385-3
- Introduction to Robinson Crusoe by Daniel Defoe (Oxford World's Classics)  0-19-210033-5
- Introduction to Brighton Rock by Graham Greene (Penguin Classics)  0-14-243797-2
- Introduction to Dangling Man by Saul Bellow (Penguin Classics)  0-14-303987-3
- Introduction to The Vivisector by Patrick White (Penguin, 1999)  0-14-310567-1
- Introduction to The Confusions of Young Törless by Robert Musil (Penguin Classics, 2001)  978-0-14-218000-6
- Introduction to Samuel Beckett: The Grove Centenary Edition vol. IV by Samuel Beckett, edited by Paul Auster (New York: Grove Press, 2006)  0-8021-1820-8
- Foreword to Africa and Her Animals: Philosophical and Practical Perspectives, edited by Rainer Ebert & Anteneh Roba (Pretoria: University of South Africa Press, 2018)  978-1-86888-900-6
- „Speaking J. M. Coetzee”. Speak. 1 (3): 21—24. 1978., Stephen Watson, .
- Morphet, Tony (1984). „An Interview with J. M. Coetzee”. Social Dynamics. 10 (1): 62—65. doi:10.1080/02533958408458360., Tony Morphet, .
- „An Interview with J. M. Coetzee”. Commonwealth: Essays and Studies. 9 (1): 1—7. 1986., Jean Sévry. .
- "Two Interviews with J. M. Coetzee, 1983 and 1987," Tony Morphet, TriQuarterly 69 (Spring-Summer 1987): 454–64.
- Attwell, David (1991). „On the Question of Autobiography: Interview with J. M. Coetzee”. Current Writing: Text and Reception in South Africa. 3 (1): 117—122. doi:10.1080/1013929X.1991.9677878., David Attwell. .
- „An Interview with J. M. Coetzee”. Contemporary Literature. 33 (3): 419—431. 1992. JSTOR 1208476. doi:10.2307/1208476., Richard Begam, .
- „An Interview with J. M. Coetzee”. World Literature Today. 70 (1): 107—110. 1996. JSTOR 40151863. doi:10.2307/40151863..
- „Voice and Trajectory: An Interview with J. M. Coetzee”. Salmagundi. 115: 82—102. 114 1997. Проверите вредност парамет(а)ра за датум: |date= (помоћ), Joanna Scott. .
- „The Sympathetic Imagination: A Conversation with J. M. Coetzee”. Brick: A Literary Journal. 56: 37—47. 2001., Eleanor Wachtel. .
- "A Rare Interview with a Literary Giant", Michael Shechner, Buffalo News Oct. 13, 2002, page E1.
- "An Exclusive Interview with J. M. Coetzee", David Attwell, Dagens Nyheter, Dec. 8, 2003
- "Animals, Humans, and Cruelty", Djurens Rätt, 2004
- „An Interview with J. M. Coetzee”. Stirrings Still. 3 (1): 4—7. 2006., Erik Grayson, .
- "All Autobiography is Autre-biography", David Atwell, in Selves in Question: Interviews on South African Auto/biography, ed. Judith Lütge Coullie et al. (Honolulu, HI: University of Hawai'i Press, 2006), 213–218.
- "The Canadian Seal Hunt: An Interview with J. M. Coetzee", The Humane Society of the United States, Mar. 14, 2008 Архивирано на веб-сајту  (1. јул 2017)
- "Nevertheless, My Sympathies are with the Karamazovs: An Email Correspondence: May – December 2008", Arabella Kurtz, Salmagundi 166/167 (Spring 2010): 39–72.
- Rainey, Lawrence; Attwell, David; Madden, Benjamin (2011). „An Interview with J. M. Coetzee”. Modernism/Modernity. 18 (4): 847—853. doi:10.1353/mod.2011.0088., Lawrence Rainey, David Attwell, and Benjamin Madden. .
- "... A Certain Age ...", Lore Watterson, Classicfeel Dec/Jan (2012–13): 22–29.
- "El Nobel que quiere unir las letras del Sur", Clarín, Aug. 9, 2017
- Kannemeyer, J. C. (2012). J. M. Coetzee: A Life in Writing. Johannesburg and Cape Town: Jonathan Ball. ISBN 978-1-86842-495-5.
- Attwell, David (2015). J. M. Coetzee and the Life of Writing: Face to Face with Time. New York, NY: Viking Books. ISBN 978-0-525-42961-6.
- Dust, dir. Marion Hänsel (1985). An adaptation of In the Heart of the Country.
- The Lives of Animals, dir. Alex Harvey (2002).
- De Muze / The Muse, dir. Ben van Lieshout (2007). An adaptation of Youth: Scenes from Provincial Life II.
- Disgrace, dir. Steve Jacobs (2008).
- While the above four adaptations were not written by him, Coetzee has penned screenplays for In the Heart of the Country and Waiting for the Barbarians. These have yet to be produced, but are published in J.M. Coetzee: Two Screenplays, ed. Hermann Wittenberg (Cape Town: University of Cape Town Press, 2014)  978-1-77582-080-2
- Waiting for the Barbarians, dir. Ciro Guerra (2019). Coetzee is credited with writing the screenplay.
- Bruyckere, Berlinde de; J. M. Coetzee (2013). Cripplewood = Kreupelhout. Brussels: Mercatorfonds.
- Dovey, Teresa (1988). The Novels of J.M. Coetzee: Lacanian allegories. Johannesburg: Ad. Donker. ISBN 0-86852-132-9.
- Penner, Dick (1989). Countries of the Mind: The Fiction of J. M. Coetzee. New York, NY: Greenwood Press. ISBN 0-313-26684-0.
- Gallagher, Susan VanZanten (1991). A Story of South Africa: J.M. Coetzee's Fictions in Context. Cambridge, MA: Harvard University Press. ISBN 0-674-83972-2.
- Attwell, David (1993). J. M. Coetzee: South Africa and the Politics of Writing. Berkeley, CA: University of California Press. ISBN 0-520-07812-8.
- Kossew, Sue (1996). Pen and Power: A Post-Colonial Reading of J. M. Coetzee and André Brink. Amsterdam: Rodopi. ISBN 978-90-420-0094-0.
- Head, Dominic (1997). J. M. Coetzee. Cambridge: Cambridge University Press. ISBN 978-0-521-48232-5.
- Attridge, Derek (2004). J. M. Coetzee and the Ethics of Reading: Literature in the Event. Chicago, IL: University of Chicago Press. ISBN 978-0-226-03117-0.
- Canepari-Labib, Michela (2005). Old Myths-Modern Empires: Power, Language, and Identity in J. M. Coetzee's work. Oxford; New York, NY: Peter Lang. ISBN 0-8204-7191-7.
- Wright, Laura (2006). Writing 'out of all the camps': J. M. Coetzee's Narratives of Displacement. New York, NY: Routledge. ISBN 978-0-415-97707-4.
- Masłoń, Sławomir (2007). Père-Versions of the Truth: The Novels of J.M. Coetzee. Katowice: University of Silesia. ISBN 978-83-226-1721-2.
- Mulhall, Stephen (2008). The Wounded Animal: J. M. Coetzee and the Difficulty of Reality in Literature and Philosophy. Princeton, NJ: Princeton University Press. ISBN 978-0-691-13737-7.
- Poyner, Jane (2009). J. M. Coetzee and the Paradox of Postcolonial Authorship. Farnham; Burlington, VT: Ashgate. ISBN 978-0-7546-5462-9.
- Clarkson, Carrol (2009). J. M. Coetzee: Countervoices. Basingstoke; New York, NY: Palgrave Macmillan. ISBN 978-0-230-22156-7.
- Nashef, Hania A.M. (2009). The Politics of Humiliation in the Novels of J. M. Coetzee. New York, NY: Routledge. ISBN 978-0-415-65260-5.
- Marais, Mike (2009). Secretary of the Invisible: The Idea of Hospitality in the Fiction of J. M. Coetzee. Amsterdam: Rodopi. ISBN 978-90-420-2712-1.
- Head, Dominic (2009). The Cambridge Introduction to J.M. Coetzee. Cambridge: Cambridge University Press. ISBN 978-0-521-68709-6.
- Dooley, Gillian (2010). J. M. Coetzee and the Power of Narrative. New York: Cambria Press. ISBN 978-1-60497-673-1.
- van der Vlies, Andrew (2010). J.M. Coetzee's 'Disgrace'. New York, NY: Continuum. ISBN 978-0-8264-0661-3.
- Hayes, Patrick (2010). J. M. Coetzee and the Novel: Writing and Politics After Beckett. Oxford; New York, NY: Oxford University Press. ISBN 978-0-19-958795-7.
- Lazo Pablo, J.M. Coetzee. Los imaginarios de la Resistencia, Akal, España, 2017.  6079753774
- López, María J. (2011). Acts of Visitation: The Narrative of J. M. Coetzee. Amsterdam: Rodopi. ISBN 978-90-420-3407-5.
- MacFarlane, Elizabeth (2013). Reading Coetzee. Amsterdam: Rodopi. ISBN 978-90-420-3701-4.
- Hallemeier, Katherine (2013). J. M. Coetzee and the Limits of Cosmopolitanism. New York, NY: Palgrave MacMillan. ISBN 978-1-137-35254-5.
- Pawlicki, Marek (2013). Between Illusionism and Anti-Illusionism: Self-Reflexivity in the Chosen Novels of J. M. Coetzee. Newcastle Upon Tyne: Cambridge Scholars Publishing. ISBN 978-1-443-85304-0.
- Zimbler, Jarad (2015). J. M. Coetzee and the Politics of Style. Cambridge: Cambridge University Press. ISBN 978-1-107-04625-2.
- Crewe, Jonathan (2015). In the Middle of Nowhere: J. M. Coetzee in South Africa. Lanham, MD: University Press of America. ISBN 978-0-761-86693-0.
- Wilm, Jan (2016). The Slow Philosophy of J. M. Coetzee. London: Bloomsbury. ISBN 978-1-474-25645-2.
- Uhlmann, Anthony (2020). J. M. Coetzee: Truth, Meaning, Fiction. New York: Bloomsbury. ISBN 978-1-501-35747-3.
- Wiegandt, Kai (2020).  J. M. Coetzee's Revisions of the Human: Posthumanism and Narrative Form. Cham: Palgrave Macmillan. 2020. ISBN 978-3-030-29305-5.
- Moody, Alys (2018). The Art of Hunger: Aesthetic Autonomy and the Afterlives of Modernism. Oxford: Oxford University Press.  978-0-19-882889-1
- Attwell, David (2015). J. M. Coetzee & the Life of Writing: Face to Face with Time. Oxford: Oxford University Press.  978-0-19-874633-1
- Attridge, Derek (2004). J. M. Coetzee and the Ethics of Reading: Literature in the Event. Chicago: Chicago University Press.  0-226-03116-0
- Hayes, Patrick (201). J. M. Coetzee and the Novel: Writing and Politics After Beckett. Oxford: Oxford University Press.  978-0-19-958795-7
- Dean, Andrew (2021). Metafiction and the Postwar Novel: Foes, Ghosts and Faces in the Water. Oxford: Oxford University Press.  978-0-19-887140-8

Collected essays
- The Writings of J. M. Coetzee, ed. Michael Valdez Moses (Durham, NC: Duke University Press, 1994).
- Critical perspectives on J. M. Coetzee, eds. Graham Huggan and Stephen Watson (New York, NY: St. Martin's Press, 1996).
- Critical Essays on J. M. Coetzee, ed. Sue Kossew (New York, NY: G.K. Hall, 1998).
- A Universe of (Hi)stories: Essays on J. M. Coetzee, ed. Liliana Sikorska (Frankfurt am Main; New York, NY: Peter Lang, 2006).
- J. M. Coetzee and the Idea of the Public Intellectual, ed. Jane Poyner (Athens, OH: Ohio University Press, 2006).
- J. M. Coetzee: Critical Perspectives, ed. Kailash C. Baral (New Delhi: Pencraft, 2008).
- J. M. Coetzee in Context and Theory, eds. Elleke Boehmer, Katy Iddiols, and Robert Eaglestone (London; New York, NY: Continuum, 2009).
- J. M. Coetzee's Austerities, eds. Graham Bradshaw and Michael Neill (Surrey; Burlington, VT: Ashgate, 2010).
- J. M. Coetzee and Ethics: Philosophical Perspectives on Literature, eds. Anton Leist and Peter Singer (New York, NY: Columbia University Press, 2010).
- A Companion to the Works of J. M. Coetzee, eds. Tim Mehigan (Rochester: Camden House, 2011).
- Strong Opinions: J. M. Coetzee and the Authority of Contemporary fiction, eds. Chris Danta, Sue Kossew, and Julian Murphet (New York, NY: Routledge, 2011).
- Approaches to Teaching Coetzee's 'Disgrace' and Other Works, eds. Laura Wright, Jane Poyner, and Elleke Boehmer (The Modern Language Association of America, 2014).
- J. M. Coetzee’s The Childhood of Jesus: The Ethics of Ideas and Things, eds. Anthony Uhlmann and Jennifer Rutherford (London: Bloomsbury, 2017).
- Beyond the Ancient Quarrel: Literature, Philosophy, and J. M. Coetzee, eds. Patrick Hayes and Jan Wilm (Oxford: Oxford University Press, 2017).
- The Intellectual Landscape in the Works of J. M. Coetzee, eds. Tim Mehigan and Christian Moser (Columbia, MD: Boydell & Brewer, 2018).
- The Cambridge Companion to J.M. Coetzee, ed. Jarad Zimbler (Cambridge: Cambridge University Press, 2020).

## Spoljašnje veze
- Dž. M. Kuci: Kuci, neprijatelj
- Džon Maksvel Kuci dobitnik Nobelove nagrade za književnost